# Iguatemy (1858)
La cañonera a vapor Iguatemy fue un navío de la Marina del Imperio del Brasil que sirvió en la Guerra de la Triple Alianza.

## Historia
Buque mixto (vela y vapor), era impulsado por una máquina de vapor con una potencia de 80 HP que impulsaban una hélice y le permitían alcanzar una velocidad de 9 nudos. Tenía 44,20 m de eslora, 7,40 m de manga, y un calado de 2,6 m, con un desplazamiento de 400 t. Montaba 2 cañones de 32 en batería y 8 de 68 en cureñas separadas. Era tripulada por 77 hombres.
La Iguatemy, primer navío en llevar ese nombre en homenaje a un río en Mato Grosso, fue construida en Inglaterra junto a sus gemelas Araguaia, Araguary e Ivaí bajo la fiscalización del entonces vicealmirante Joaquim Marques Lisboa, futuro almirante Tamandaré. 
Al mando del teniente 1° Domingos da Fonseca, llegó en convoy con las restantes de su clase a Recife, previa escala en Lisboa, el 7 de agosto de 1858, tras 36 días de travesía. 
Durante 1859 permaneció estacionaria en Pernambuco.

### Guerra del Paraguay
Al mando del teniente 1º Justino José de Macedo Coimbra, en marzo de 1864 se encontraba en Loreto, Perú, a disposición del cónsul brasileño. Ante la invasión paraguaya recibió órdenes de regresas a Río de Janeiro, tras lo que partió de inmediato al Río de la Plata.
Tras el estallido de la Guerra del Paraguay, el 30 de abril de 1865 partió de Buenos Aires al mando del teniente 1° Justino José de Macedo Coimbra. La división, al mando del almirante Francisco Manuel Barroso da Silva, Barón de Amazonas, estaba compuesta también por la fragata Amazonas, corbetas Belmonte y Parnahyba y por las cañoneras Mearim, Ipiranga, Araguary y Jequitinhonha (capitán José Pinto). 
La escuadra imperial subió el río Paraná a fin de bloquear a la escuadrilla paraguaya en "Tres Bocas", la confluencia de los ríos Paraguay y Paraná.

#### Batalla del Riachuelo
El 10 de junio de 1865, la flota paraguaya estaba anclada en el río Paraguay, cerca de Humaitá.
Al mando del capitán de fragata Pedro Ignacio Mesa, a bordo del buque insignia Tacuarí (José María Martínez), estaba compuesta por los vapores Ygureí al mando del entonces teniente Remigio Del Rosario Cabral Velázquez, segundo de la escuadra, del Marquês de Olinda (teniente Ezequiel Robles), el Paraguarí (teniente José Alonso), Jejuí (teniente Aniceto López), Yporá (Domingo Antonio Ortiz), Salto Oriental (teniente Vicente Alcaraz) e Yberá (teniente Pedro Victorino Gill) y Pirabebe (teniente Tomás Pereira), y tres chatas artilladas.
La escuadra brasileña permanecía cerca de sus adversarios, surta sobre la costa del Chaco en las cercanías de la isla Barranquera. 
La flota paraguaya recibió órdenes de atacarla. Dada la superioridad de las fuerzas brasileñas, la única posibilidad de Mesa residía en la sorpresa. El plan era partir en las primeras horas de la madrugada río abajo con los motores apagados y las calderas encendidas y apenas sobrepasados los buques brasileños, retroceder y abordarlos. Pero desperfectos en la Yberá demoraron la partida hasta las 09:00 de la mañana del día 11 y el avance resultó más lento de los esperado por la necesidad de remolcar las chatas artilladas, por lo que la escuadra arribó a media mañana y fue detectada tempranamente por el Mearim por la escuadra imperial dándoles tiempo de prepararse y calentar calderas.

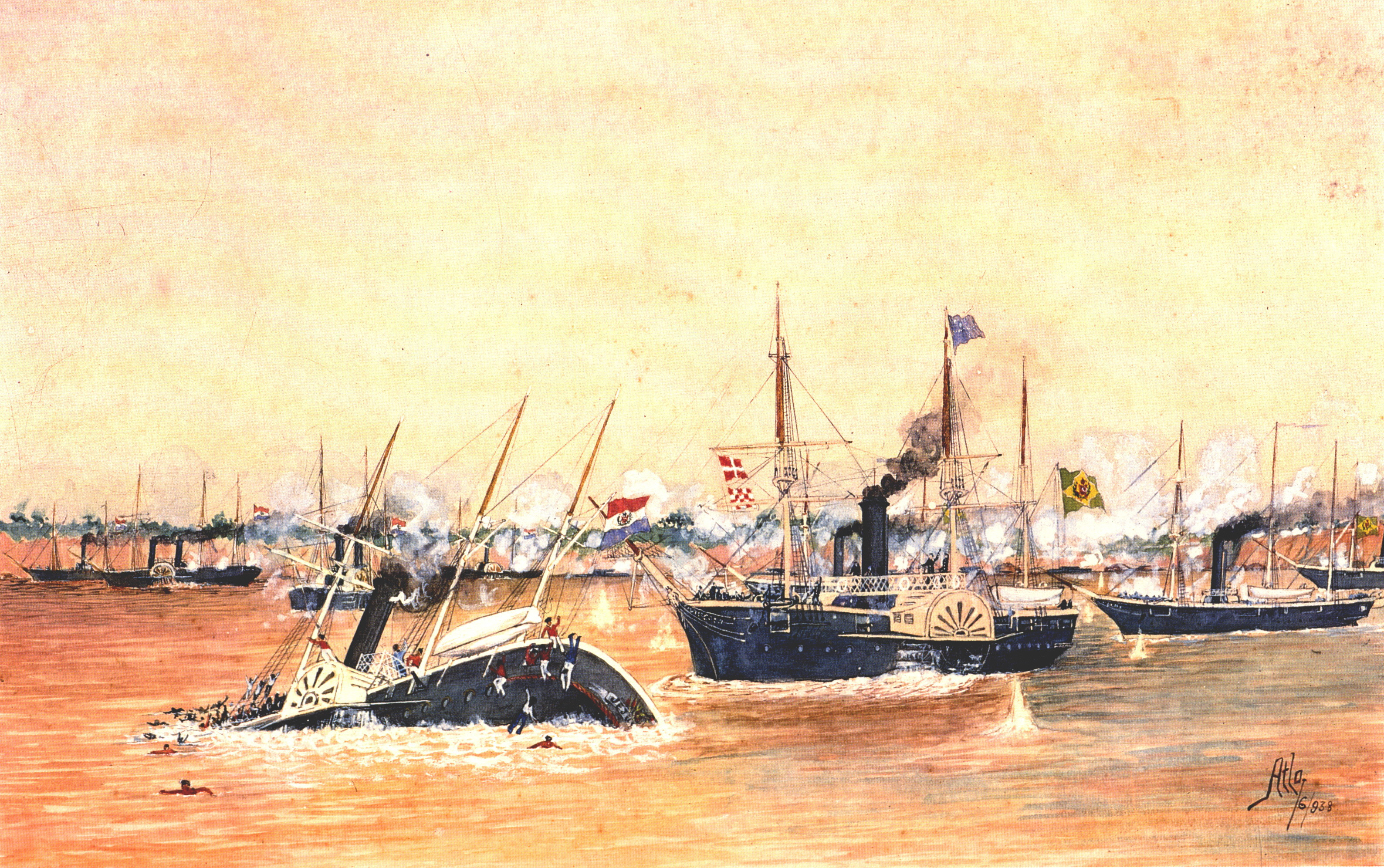
El Amazonas en la Batalla del Riachuelo.

La escuadra brasileña estaba compuesta de dos divisiones con un total de 9 navíos y 1.113 hombres.
Mesa desechó el abordaje y abrió fuego, que fue respondido por la escuadra imperial. En una primera fase de la lucha la situación favoreció a los paraguayos. El Belmonte, el Jeiquitinhonhay el Parnahyba quedaron en situación comprometida e incluso el último de los mencionados llegó a ser abordado y sufrió enormes bajas. Finalmente, la Amazonas despejó la cubierta del Parnahiba, embistió al Paraguarí, sacó seguidamente de combate al Marquês de Olinda, embistió y hundió primero al Jejui y seguidamente a la última chata remolcada por el Salto Oriental, lanzándose luego en persecución del Pirabebé, Yporá e Ygurei que se dirigían ya aguas arriba.
Al observar que el Salto Oriental y el Marquês de Olinda trataban de recuperarse, el Amazonas cambió de rumbo y espoloneó al primero, que comenzó a hundirse rápidamente, y luego al segundo. Decidido ya el combate, partidas de la Amazonas abordaron y rindieron al Marquês de Olinda.
Durante el combate fue gravemente herido en una pierna el comandante del Iguatemy Macedo Coimbra, siendo reemplazado por su segundo el teniente 1° Joaqui Xavier de Oliveira Pimentel. En total tuvo 1 muerto y 6 heridos.
Durante el resto del conflicto, tomó parte del combate de Paso de Cuevas, librado el 12 de agosto de 1865, en los combates del 5 y 16 de abril de 1866, del 15 de agosto de 1867 y al mando del teniente 1° Eduardo Wandenkolk de las acciones del 18 y 20 de julio de 1869.